# Zavarickogo
Il Zavarickogo (in russo вулкан Заварицкого?), o vulcano Zavarickij, caldera Zavarickij o Zavaricki (in giapponese 緑湖カルデラ?, Midoriko Karudera; in lingua ainu: Ikaimikot), è un sistema di caldere attivo. È situato al centro dell'isola di Simušir, nella Grande catena delle Curili. Appartiene al distretto Kuril'skij dell'oblast' di Sachalin, in Russia. Non va confuso con il vulcano Zavarickij della Kamčatka.
Il vulcano prende il nome da Alexandr Nikolaevič Zavarickij, uno scienziato dell'Accademia delle Scienze dell'Unione Sovietica (1884-1952).

## Descrizione
Ha un'altezza di 624 metri ed è formato da tre caldere sovrapposte di 10, 8 e 3 km di diametro che contengono un lago d'acqua dolce, il lago Birjuzovoe (озеро Бирюзовое; "lago turchese"), di 2 x 3 chilometri. La caldera più giovane si formò durante l'era dell'Olocene. Numerosi giovani coni e duomi lavici si trovano vicino ai margini del lago.
L'eruzione del Zavarickij nel 1831 fu una delle più potenti del XIX secolo, rilasciando così tanta anidride solforosa nella stratosfera che la temperatura media annuale nell'emisfero settentrionale scese di circa 1° C influenzando il clima globale. Un duomo lavico creato dalle eruzioni del 1916 e del 1931 ha formato una piccola isola nella parte settentrionale del lago. Nel 1957, a seguito di eruzioni esplosive, fu creata una nuova cupola lavica larga 350 metri e alta 40 metri, diminuendo le dimensioni del lago. Attualmente si sta registrando attività fumarolica e termale.